# Trypeta oze
Trypeta oze är en tvåvingeart som beskrevs av Ito 1984. Trypeta oze ingår i släktet Trypeta och familjen borrflugor. Inga underarter finns listade i Catalogue of Life.